# Exorista doddi
Exorista doddi là một loài ruồi trong họ Tachinidae.